# 노스멘
노스멘(영어: Northmen)은 라트비아의 도구 제작사로, 모든 제품을 수제로 제작하는 것으로 잘 알려져 있다.

## 개요
노스멘은 모든 제품을 수작업으로 제작하며, 회사의 설립자이자, CEO인 예캅스 디미테르스(라트비아어: Jēkabs Dimiters)를 포함하여 6명 밖에 되지 않는 전 직원이 이 회사에 소속된 대장장이로 있다. 주로 사냥용이나 조리용으로 쓰는 칼과 도끼, 끌, 가죽 벨트 등을 제작하며, 종종 제작과정을 촬영하여 유튜브에 올리기도 한다. 2017년에 사명을 존 니만 툴즈에서 노스멘으로 변경한 후에는 시계와 각종 장신구도 제작하기 시작했다. 완성된 제품은 인터넷을 통해 라트비아 뿐만 아니라, 대한민국, 미국, 캐나다 등의 국가로도 판매된다.

## 역사
설립자인 예캅스 디미테르스(라트비아어: Jēkabs Dimiters)는 본래 영화 제작자였고, 라트비아와 에스토니아 간의 국경 지대에 위치한 오래된 고택을 자신의 고향에 옮겨지을 계획을 세우면서 도구 제작사의 설립을 구상했다. 이때, 예캅스 자신의 친구이자, 대장장이인 크리시 두브로브스키스(라트비아어: Krišs Dubrovskis)에게 필요한 도구의 제작을 의뢰하면서 도구 제작사의 설립을 실행에 옮기기로 한다. 여기에 예캅스 디미테르스의 동생인 스테판스 디미테르스(라트비아어: Stefans Dimiters)와 라트비아의 수공업자인 야니스 니마니스(라트비아어: Jānis Nīmanis)가 참가하여, 사원인 야니스 니마니스의 이름을 영어식으로 변형한 존 니만(영어: John Neeman)을 회사의 명칭으로 삼기로 한다. 그러나 야니스 니마니스가 자신의 이름을 건 독자 브랜드를 회사의 산하로 하는 것을 허락받았다가, 그 브랜드로 출시된 제품들이 회사의 기존 제품 디자인을 표절하여 만든 것임이 밝혀져 해고를 당하였다. 이에 앙심을 품은 야니스 니마니스는 아우티네 툴즈(영어: Autine Tools)라는 도구 제작사를 세워 자신이 속해 있던 존 니만 툴즈와 대립하였다. 이때 자신의 이름의 영어명인 '존 니만'의 사용권을 두고 존 니만 툴즈와 분쟁을 벌여 2016년까지 이 문제가 해결되지 않았다. 결국 2017년에 존 니만 툴즈가 사명을 노스멘으로 변경하면서 아우티네 툴즈와의 분쟁이 종결되었다.